# Limnephilus fuscinervis
Limnephilus fuscinervis – owad z rzędu chruścików (Insecta: Trichoptera), z rodziny Limnephilidae.
Gatunek euroazjatycki, występuje w Fennoskandii, na Wyspach Brytyjskich oraz nizinach środkowoeuropejskich. W Polsce stosunkowo rzadki. Limneksen, drobnozbiornikowy, preferuje strefę szuwarową.
W Polsce złowiono kilka larw wśród szuwarów turzycowych jeziora Głęboczko (Pojezierze Pomorskie) oraz w zanikającym zbiorniku koło Pasymia (Pojezierze Mazurskie). W Europie Północnej występuje w jeziorach i stawach.